# Gaylord Family Oklahoma Memorial Stadium
Le Gaylord Family Oklahoma Memorial Stadium est un stade de football américain de 80 126 places situé sur le campus de l'Université de l'Oklahoma à Norman, Oklahoma. L'équipe de football américain universitaire des Oklahoma Sooners évolue dans cette enceinte. Ce stade est la propriété de l'Université de l'Oklahoma.

## Histoire
Le stade fut inauguré en 1925 sous le nom d'Oklahoma Memorial Stadium à la mémoire des morts de la Première Guerre mondiale. Cette enceinte comptait 16 000 places. La tribune Est fut érigée en 1929 portant la capacité à 32 000 places. En 1949, sous l'impulsion de George L. Cross, président de l'Université de l'Oklahoma, le stade est doté de 55 000 places. On ajoute en 1957 des places assises derrière la zone en but sud, portant la capacité du stade à 61 839 places. En 1975, le stade peut accueillir 71 187 spectateurs puis 75 000 en 1980 avant de redescendre à 72 765 en 1988. Après avoir changé tous les fauteuils du stade en 2002, l'enceinte est encore agrandie en 2003-2004 pour atteindre la capacité de : 82 112 places. Les derniers rénovations de 2019 réduisent la capacité à 80 126. Ces derniers travaux furent cofinancés (12 millions de dollars sur 75) par Christy Gaylord Everest, propriétaire du journal local The Oklahoman. En hommage, le stade fut rebaptisé Gaylord Family Oklahoma Memorial Stadium.
Le terrain fut équipé d'une surface artificielle entre 1970 et 1994.